# Hispidocalyptella australis
Hispidocalyptella australis är en svampart som beskrevs av E. Horak & Desjardin 1994. Hispidocalyptella australis ingår i släktet Hispidocalyptella och familjen Marasmiaceae.   Inga underarter finns listade i Catalogue of Life.